# داريل ميتشيل (لاعب كريكت)
داريل ميتشيل (25 نوفمبر 1983 في المملكة المتحدة - ) (بالإنجليزية: Daryl Mitchell)‏ هو لاعب كريكت بريطاني. لعب مع نادي مقاطعة ورسسترشاير للكريكيت ‏.

## وصلات خارجية
- داريل ميتشيل على موقع إي آس بي آن كريك إنفو (الإنجليزية)